# La Ville dont le prince est un enfant
La Ville dont le prince est un enfant est une pièce de théâtre en trois actes d'Henry de Montherlant, publiée pour la première fois en 1951.

## Genèse de la pièce
Le titre
La Ville dont le prince est un enfant est inspiré d’un verset de l’Ecclésiaste.
L'auteur ébauche ce livre, inspiré de son adolescence, dès son renvoi, en 1912, du collège Sainte-Croix de Neuilly. Il la reprend et la transforme jusqu'à sa première publication en 1951, et sa version définitive en 1967. Il s'y montre lui-même sous les traits d’André Sevrais.
Montherland représente, sous le nom de Serge
,
son ami Philippe Giquel 
— dont il écrira, en 1971, un an avant sa mort, « cet être était le seul que j’aie aimé de ma vie entière »,
. Son roman Les Garçons, publié en 1969, reprend les mêmes personnages et approfondit la même histoire (André Sevrais devient ici Alban de Bricoule, qui servit déjà de double à Montherlant dans Le Songe et Les Bestiaires). Montherlant avait lui-même pratiqué d’importantes coupes dans son roman. Une version intégrale des Garçons paraîtra après sa mort, en 1973, avec des illustrations d’Édouard Mac-Avoy.

## Intrigue
Dans un collège catholique, Serge Souplier, garçon de quatorze ans un peu rebelle, mais touchant de naturel, attire l'attention de l'abbé de Pradts et d'André Sevrais, un de ses camarades plus âgé. L'amour trouble et exigeant qu'éprouvent ces deux personnages pour le jeune garçon va les faire entrer en conflit après une tentative de coopération. Emporté par sa passion, l'abbé utilisera sa position d'autorité pour tenter de manipuler son rival adolescent, au prétexte de protéger le cadet, et finalement il sera entraîné par les événements qu'il aura provoqués.

## Représentations
Malgré le succès d'édition, Montherlant, par peur de provoquer un scandale causé par le thème qu'il juge choquant, refuse initialement de faire représenter la pièce. L'archevêque de Paris, Maurice Feltin, l'encourage dans cette décision. Montherlant refuse ainsi de donner la pièce à Pierre-Aimé Touchard (Comédie-Française), Jean-Louis Barrault et d'autres.
- La pièce est jouée pour la première fois le 24 janvier 1953 à Genève par une troupe de comédiens amateurs[5]. Elle l'est ensuite de même à Amsterdam et à Londres (1954-1955).
- La pièce est enregistrée en 1957, sous la direction d'Henri Rollan, avec ce dernier et Jean Desailly[6].
- En 1963, le premier acte est joué au théâtre des Mathurins, à Paris, en lever de rideau d'une autre pièce de Montherlant, Fils de personne. Le rôle de Sevrais y est joué par Patrick Maurin (le futur Patrick Dewaere).
- Elle sera enfin créée en totalité le 13 décembre 1967 (« générale ») au théâtre Michel, à Paris, avec Paul Guers dans le rôle de l'abbé de Pradts, Didier Haudepin jouant Sevrais, Souplier étant joué en alternance par Philippe Paulino et Pascal Bressy. Elle sera jouée jusqu'en 1972, soit plus de mille cinq cent fois[7], avec une interruption en mai 68.
- En 1970 Philippe Paulino reprend le rôle de Sevrais. Lors de la « dernière » il sera avec Bernard Ristroph le comédien ayant joué la « générale » et la « dernière ».
- En 1971, elle est représentée en tournée en Belgique par la troupe du Rideau de Bruxelles (mise en scène Jean Meyer, avec Philippe Paulino dans le rôle de Sevrais)[8].
- Un film de la pièce, tourné en studio, est réalisé par Jean Meyer, diffusé une première fois en 1969 et rediffusé le 4 mai 1971 sur la deuxième chaîne de l'ORTF[9] avec la distribution de la « générale ».
- En 1974, elle est reprise au théâtre des Mathurins.
- En avril 1994 elle est remontée au théâtre Hébertot avec Christophe Malavoy (De Pradts) et Claude Giraud (le supérieur)[10]. Malavoy et Michel Aumont (le supérieur) joueront dans un téléfilm adapté de la pièce réalisé par Christophe Malavoy[11]. Guillaume Canet est Sevrais, le rôle de Souplier est tenu en alternance par quatre enfants : Aurélien Wiik, Boris Roatta, Alexis Tomassian et Simon Milinkovitch. La pièce est ensuite jouée en tournée en France; à cette occasion, Naël Marandin endosse le rôle de Souplier, il sera plus tard Sevrais dans l'adaptation filmée de Christophe Malavoy.
- En 2006, la pièce est montée à Paris, au théâtre du Nord-Ouest[12], avec une interprétation remarquée de Sevrais par le jeune Maxime Dambrin (alias Raoust)[13].
- En 2007, la pièce est montée à Bruxelles, à la Comédie Claude Volter.

## Publication
- Édition préliminaire :
  - 1948 - Serge Sandrier (ébauche de l'intrigue de la pièce, dont les premiers jets datent de 1912) - éditions Gilbert Drouin, avec 11 eaux-fortes de Mariette Lydis, tirage 250 exemplaires.

- Éditions courantes : 
  - 1951 - Paris, Gallimard, collection blanche.
  - 1955 - La Pléiade - Théâtre, volume II, avec les premières ébauches de la pièce.
  - 1963 - Paris, Gallimard, collection Soleil, reliure toilée bleue, réimpression en 1972, tirage total environ 4100 exemplaires.
  - 1967 - Paris, Gallimard (texte remanié)
  - 1971 - Le Livre de poche
  - 1973 - Folio, de Gallimard (réédité en 1994)

La pièce est également intégralement publiée dans le no 436 (1er novembre 1969) de L'Avant-scène théâtre.
- Éditions de luxe :
  - 1952 - Plon, édition illustrée de photos de Marcelle d'Heilly, tirage 1600 exemplaires.
  - 1961 - Société de bibliophiles « Hippocrate et ses amis» , lithographies d'Édouard Georges Mac-Avoy, tirage 130 exemplaires.
  - 1966 - Éditions Lidis, Imprimerie Nationale, L'Œuvre théâtrale complète (5 volumes), volume 4, avec des lithographies de Noe Canjura, tirage 3500 exemplaires.
  - 1967 - Bourg-la-Reine, éditeur Dominique Viglino, illustrées de 21 burins originaux de Raymond Carrance, tirage 300 exemplaires.

## Adaptation télévisuelle et DVD
- 1997 : La Ville dont le prince est un enfant, téléfilm français de Christophe Malavoy, où ce dernier reprend le rôle de l’abbé de Pradts ; Michel Aumont y est le Supérieur et Clément Van Den Bergh incarne Souplier.

## Publication audio
Un coffret 3 disques 33 tours est publié par Pathé en 1958 (Grand prix de l’Académie Charles-Cros en 1958) avec Jean Desailly (abbé de Pradts), Pierre Gothot (Sevrais) et Jacques Simonet (Souplier). Pierre Gothot avait déjà tenu le rôle de Sevrais dans la représentation privée de mars 1955 à Liège.
Dans les bonus audio DVD du téléfilm réalisé par C. Malavoy, on trouve entre autres:
- Extraits de l'enregistrement de la pièce en 1957 avec Jean Desailly et Jacques Simonet.
- Extraits de la pièce mise en scène au théâtre Michel par Jean Meyer en 1967 avec Paul Guers et Philippe Paulino,
- Présentation et commentaires de Henry de Montherlant pour Les Garçons (1969).
- Lecture des Garçons dans l'émission de radio « Un livre, des voix » sur France Culture en 1969.

Distribution : Didier Haudepin : Alban, Paul Guers : le récitant, Jean Topart : L'abbé de Pradts, Robert Party : Le supérieur, et Liliane Carolles : Mme de Bricoule.

## Commentaires
Montherlant a pris beaucoup de précautions pour aborder le thème des amitiés particulières et de l'amour inavouable d'un adulte pour un enfant, surtout dans un environnement catholique. Craignant d'écrire un texte qui aurait dévalorisé la religion, il s'en est expliqué dans la longue préface et dans les appendices publiés avec la pièce.

À sa publication chez Gallimard, l'écrivain catholique Daniel-Rops publie dans le journal L'Aurore du 7 novembre 1951 un long article intitulé « La Ville dont le prince est un enfant peut-elle choquer les catholiques ou bien les satisfera-t-elle ? » qui, de l'aveu même de Montherlant, orienta favorablement la critique. Daniel-Rops répond dans sa conclusion : 

« … il faudra être profondément catholique pour accepter cette pièce et en entendre toutes les véritables résonances. Mais ma conviction, quant à moi, est faite : ne la jugeront comme scandaleuse que les pharisiens. »

Georges Sion écrit : 

« Montherlant a ciselé avec beaucoup de soin les situations et les dialogues. L'univers un peu suranné du collège est bien rendu, et la force des émotions éprouvées par les personnages est évoquée sans emphase, restant toujours entre le naturel du quotidien et l'exaltation des sentiments. »

Le personnage de l'abbé de Pradts est extrêmement complexe et attachant, tiraillé entre ses désirs humains et ses exigences spirituelles. Il dit au jeune Serge : « Dieu a créé des hommes plus sensibles que les pères, en vue d'enfants qui ne sont pas les leurs, et qui sont mal aimés, et il se trouve que vous êtes tombé sur un de ces hommes-là. » Et à Sevrais qui vient d'être renvoyé et qui refuse cette fatalité : « Vous sourirez de tout cela quand vous aurez vingt ans », à quoi le garçon répond : « Non, je n'en sourirai jamais ! » En effet, Montherlant sera toute sa vie hanté par cet amour de jeunesse qui lui avait valu le renvoi du collège Sainte-Croix de Neuilly en 1912.

## Jugements sur la pièce
- « C'est une des plus belles pièces de la littérature mondiale moderne. »  (Harold Robson, The Sunday Times)
- « C'est la pièce la plus importante de notre théâtre depuis le début du siècle. »  (Jean Meyer, France-Soir)
- « Cette pièce est forte et belle. La Ville m'apparaît comme une des pièces capitales de son théâtre, celle où il s'est exprimé, peut-être, de la façon la plus stricte. Montherlant a nourri La Ville du meilleur de son inspiration et de son art. »  (Marcel Arland, Gazette de Lausanne, 1951)
- « Cette pièce atteint à l'extrémité du dépouillement et est sans doute l’œuvre la plus proche du génie profond de Montherlant... Montherlant porte le scandale à son point d'incandescence où, par la vertu du génie grave qui suscite une telle lueur, c'est la part noble de l'âme qui se trouve illuminée. »  (Louis Pauwels, Arts, 2 novembre 1951)
- « Une manière de chef-d’œuvre, unique, je crois, dans notre littérature. Une pièce d'abord pénible par son sujet même, mais d'une facture sobre, vigoureuse, et qui, pour finir, atteint au sublime. »  (H. Gaillard de Champris, Revue dominicaine, Montréal, 1951)